# تنها در تاریکی (فیلم ۲۰۰۵)
تنها در تاریکی (انگلیسی: Alone in the Dark) فیلمی در ژانر اکشن، ترسناک و علمی–تخیلی است که در سال ۲۰۰۵ منتشر شد.

## بازیگران
- کریستین اسلیتر
- تارا رید
- استیون درف
- متیو واکر
- دنیل کادمور
- درن شهلوی
- مارک اچه‌سن
- کارین کانووال